# Victor Victoria - Niente è come sembra
Victor Victoria - Niente è come sembra è stato un programma televisivo italiano di LA7 andato in onda dal 2009 al 2010, con la conduzione di Victoria Cabello.

## Storia
Il programma, che segna il passaggio di Victoria Cabello da MTV (dove ha condotto Very Victoria) a LA7, è un late night show nel quale Victoria intervista i suoi ospiti (due a puntata), cercando di mettere in risalto le curiosità e l'inaspettato delle biografie dei personaggi, come suggeriva anche il sottotitolo della trasmissione, «niente è come sembra». Il programma in media ha totalizzato il 3% di share. A coadiuvarla c'è la comica Geppi Cucciari (che commenta le risposte a ironici - ma reali - sondaggi proposti al pubblico riguardo agli ospiti della serata), l'annunciatrice "meccanica" interpretata dalla comica Virginia Raffaele e Il pistola alla tempia, il giornalista di Vanity Fair Ildo Damiano.
La prima puntata è andata in onda il 10 marzo 2009. Protagonista dello spot di lancio del programma è stato Claudio Petruccioli, presidente della Rai, con le parole: «Auguri a LA7 e grazie. Finché era in giro questa mina vagante c'era il rischio che arrivasse alla Rai, sarebbe stata una terribile sòla». Al programma, dalla seconda edizione, partecipano inoltre Lillo & Greg, che portano sul piccolo schermo le loro surreali rubriche radiofoniche quali Estiqaatsi, Corri in edicola e Talk Club. Sono state presentate nel corso delle puntate le parodie di videoclip musicali firmati dai Manetti Bros., nei quali video celebri sono stati copiati pedissequamente, sostituendo i cantanti con personaggi dello spettacolo (tra cui, la riproposizione de Centro di gravità permanente con Marco Travaglio nei panni di Franco Battiato, e Mamma Mia con Lillo & Greg, Victoria Cabello e Caterina Guzzanti a confronto con gli ABBA).
Nella prima edizione Victoria era affiancata, oltre da Geppi e Ildo, anche da Carlo Antonelli, allora direttore della rivista Rolling Stone, il quale accoglieva uno dei due ospiti in una camera buia chiamata "Dark Room", conducendo una breve intervista più intima, nella quale spesso il VIP riusciva a togliersi la "maschera" e a mostrare un lato diverso di sé. Sempre nella prima edizione, Marisa Passera conduceva l'angolo del Truciverbone, dove veniva richiesto al pubblico di indovinare parole "scomode".
La prima edizione del programma è andata in onda dal 17 marzo 2009 il martedì, il mercoledì e il giovedì dalle ore 23:40 al 01:00, su LA7; la seconda è partita il 23 settembre dello stesso anno, sempre agli stessi orari e sulla stessa rete, per poi riprendere, dopo una pausa di alcuni mesi, dal 9 marzo 2010 per la terza edizione. Nella quarta edizione entrano nel cast della trasmissione la scrittrice Melissa P., nel ruolo di cartomante, e la cantante Arisa accompagnata al pianoforte da Gioni Barbera, che eseguono per ogni ospite la reinterpretazione di una canzone famosa, risultato di un mash-up tra questa e un altro brano antitetico. La sigla è Toop Toop dei Cassius.

## Ospiti
- Enrico Ruggeri
- Bianca Balti
- Amadeus
- Daria Bignardi
- Giuseppe Battiston
- Magda Gomes
- Antonio Di Pietro
- Benedetta Parodi
- Enrico Bertolino
- Rossella Brescia
- Nina Seničar
- Max Giusti
- Giusy Ferreri
- Luca Telese
- Marina Ripa di Meana
- Concita De Gregorio
- Elisabetta Gregoraci
- Katia Ricciarelli
- Katia & Valeria
- Enrico Mentana
- Emanuele Filiberto di Savoia
- Cristiana Capotondi
- Nicolas Vaporidis
- Ilona Staller
- Ilaria D'Amico
- Margherita Buy
- Donatella Rettore
- Dolce e Gabbana
- Cristina Chiabotto
- Massimo Ghini
- Enrico Papi
- Eleonora Abbagnato
- Attilio Romita
- Belén Rodríguez
- Giorgia Meloni
- Cristiano Malgioglio
- Alessandro Preziosi
- Giovanni Allevi
- Luca e Paolo
- Tiberio Timperi
- Checco Zalone
- Lorella Cuccarini
- Fabio Volo
- Nicoletta Mantovani
- Ale e Franz
- Paolo Villaggio
- Roberto Giacobbo
- Paola Cortellesi
- Alessandra Amoroso
- Valerio Scanu
- Giorgio Faletti
- Paolo Cevoli
- Dejan Stanković
- Marco Mengoni
- Elisa
- Dario Argento
- Miriam Leone
- Malika Ayane
- Elisabetta Canalis
- Nicola Legrottaglie
- Fausto Brizzi
- Francesco Pannofino
- Caterina Guzzanti
- Nancy Brilli
- Chiara Francini
- Giorgia Würth
- Vincenzo Salemme
- Alessandra Mastronardi
- Luciana Littizzetto
- Fabio De Luigi
- Letizia Moratti
- Ignazio La Russa
- Matteo Renzi
- Luca Argentero
- Marco Simoncelli
- Umberto Pelizzari
- Arisa
- Geppi Cucciari
- Kasia Smutniak
- Caterina Balivo
- Teo Teocoli
- Barbara Bouchet
- Sabrina Salerno
- Nicolas Vaporidis
- Angela Finocchiaro
- Anna Tatangelo
- Alba Parietti
- Cesare Cremonini
- Gianluca Zambrotta
- Veronica Pivetti
- Bud Spencer
- Paolo Villaggio
- Pooh